# Fatoumatta Sillah
Fatoumatta Sillah (auch Fatoumata; Spitzname Germano; geb. 15. November 2002) ist eine gambische Beachvolleyballspielerin und Volleyballspielerin.

## Karriere
Sillah kam 2015 durch das Africa Dream Project der Gambia Volleyball Association (GVBA) in Kontakt mit dem Volleyballsport und hatte 2016 mit vierzehn Jahren ihr Debüt beim Brikama Volleyball Club.
Im Juli 2018 startete sie im Beachvolleyball gemeinsam mit Mariama Ginadou (Interior) als U18-Team bei den African Youth Games 2018. Dies war der erste internationale Auftritt eines gambischen Juniorenteams.
Im September 2018 hatte sie an der Seite von Sainabou Tambedou ihr Debüt im regulären Nationalteam bei einem internationalen Beachvolleyballturnier in Banjul, weil deren Partnerin Abie Kujabi verletzungsbedingt ausfiel.
In der Saison 2019/20 spielte sie Volleyball für den slowenischen Verein GEN-I Volley Nova Gorica.

## Auszeichnungen
Im April 2017 wurde sie bei den National Sports Awards der Sports Journalists’ Association of The Gambia (SJAG) als Emerging Talent ausgezeichnet.